# Tripterospermum volubile
Tripterospermum volubile là một loài thực vật có hoa trong họ Long đởm. Loài này được (D. Don) H. Hara miêu tả khoa học đầu tiên năm 1965.